# Nordwestlicher Verwaltungsbezirk (Moskau)
Der Nordwestliche Verwaltungsbezirk (russisch Северо-Западный административный округ/ Sewero-sapadny administratiwny okrug) ist einer der zwölf Verwaltungsbezirke der russischen Hauptstadt Moskau.

## Lage
Der Nordwestliche Verwaltungsbezirk befindet sich am nordwestlichen Rande des Stadtgebietes von Moskau.

## Beschreibung
Der Nordwestliche Verwaltungsbezirk enthält 8 Stadtteile. Die Umweltverschmutzung in diesem Stadtbezirk ist für Moskauer Verhältnisse gering, da hier nur wenige Industrieanlagen zu finden sind. Der Stadtwald „Serebrjany Bor“ an der Moskwa ist eines der beliebtesten Naherholungsgebiete in Moskau und Umgebung.

## Stadtteile im Nordwestlichen Verwaltungsbezirk
- Choroschowo-Mnjowniki
- Juschnoje Tuschino
- Kurkino
- Mitino
- Pokrowskoje-Streschnewo
- Schtschukino
- Sewernoje Tuschino
- Strogino

## Ausgewählte Sehenswürdigkeiten
- Naherholungsgebiet „Serebrjany Bor“